# Aldrovani Menon
Aldrovani Menon (født 30. juli 1972) er en tidligere brasiliansk fodboldspiller.
Han har spillet for flere forskellige klubber i sin karriere, herunder Yokohama Flügels.